# Moldovka, Holovanivsk
Moldovka (în ucraineană Молдовка) este localitatea de reședință a comunei Moldovka din raionul Holovanivsk, regiunea Kirovohrad, Ucraina.

## Demografie
Componența lingvistică a localității Moldovka
     Ucraineană (97,65%)
     Rusă (2,05%)
     Alte limbi (0,3%)
Conform recensământului din 2001, majoritatea populației localității Moldovka era vorbitoare de ucraineană (97,65%), existând în minoritate și vorbitori de rusă (2,05%).